# Schimpansen
Die Schimpansen (Pan) sind eine Gattung aus der Familie der Menschenaffen (Hominidae). Schimpansen sind die nächsten lebenden Verwandten des Menschen und bewohnen das mittlere Afrika. Zur Gattung zählen zwei Arten: der Gemeine Schimpanse (Pan troglodytes), der häufig auch nur „Schimpanse“ genannt wird, und der Bonobo oder Zwergschimpanse (Pan paniscus). Die beiden Arten haben sich aus gemeinsamen Vorfahren entwickelt, nachdem der Kongo-Fluss vor rund 1,7 Millionen Jahren eine natürliche Grenze zu bilden begann und die Schimpansen-Populationen links und rechts des Flusses voneinander getrennt wurden.

## Namensherkunft
Die Bezeichnung „Schimpanse“ ist aus der Bantu-Sprache Tschiluba abgeleitet. „kivili-chimpenze“ ist die lokale Bezeichnung des Tiers und lässt sich mit „Schein-Mensch“ oder auch „Affe“ übersetzen. Diese Bezeichnung ist für das Jahr 1738 erstmals belegt.
Pan, der wissenschaftliche Gattungsname, bezieht sich auf den bocksfüßigen Hirtengott Pan in der griechischen Mythologie, auch spielten andere Vorstellungen eine Rolle, denen nach die Schimpansen fabeltiermäßig als behaarte, geschwänzte Urmenschen in Erscheinung traten. Das Epitheton troglodytes (griechisch, „Höhlenbewohner“) basiert auf der falschen Vorstellung, die frühen Vorfahren des anatomisch modernen Menschen (Homo sapiens) hätten in Höhlen gelebt. Das klassifizierende Beiwort paniscus für den Bonobo ist abgeleitet von griechisch Πανίσκος (paniskos); es bedeutet „kleiner Pan“ und verweist auf die altgriechische Sitte, miniaturisierte Statuen dieser Gottheit an Feldern aufzustellen.

## Körperbau

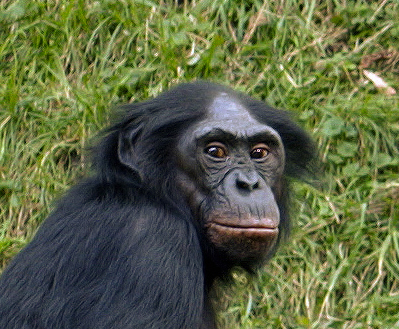
Kopf eines Bonobos: Charakteristisch sind der lange, oft gescheitelte Haarschopf und das dunkle Gesicht mit den hellen Lippen.

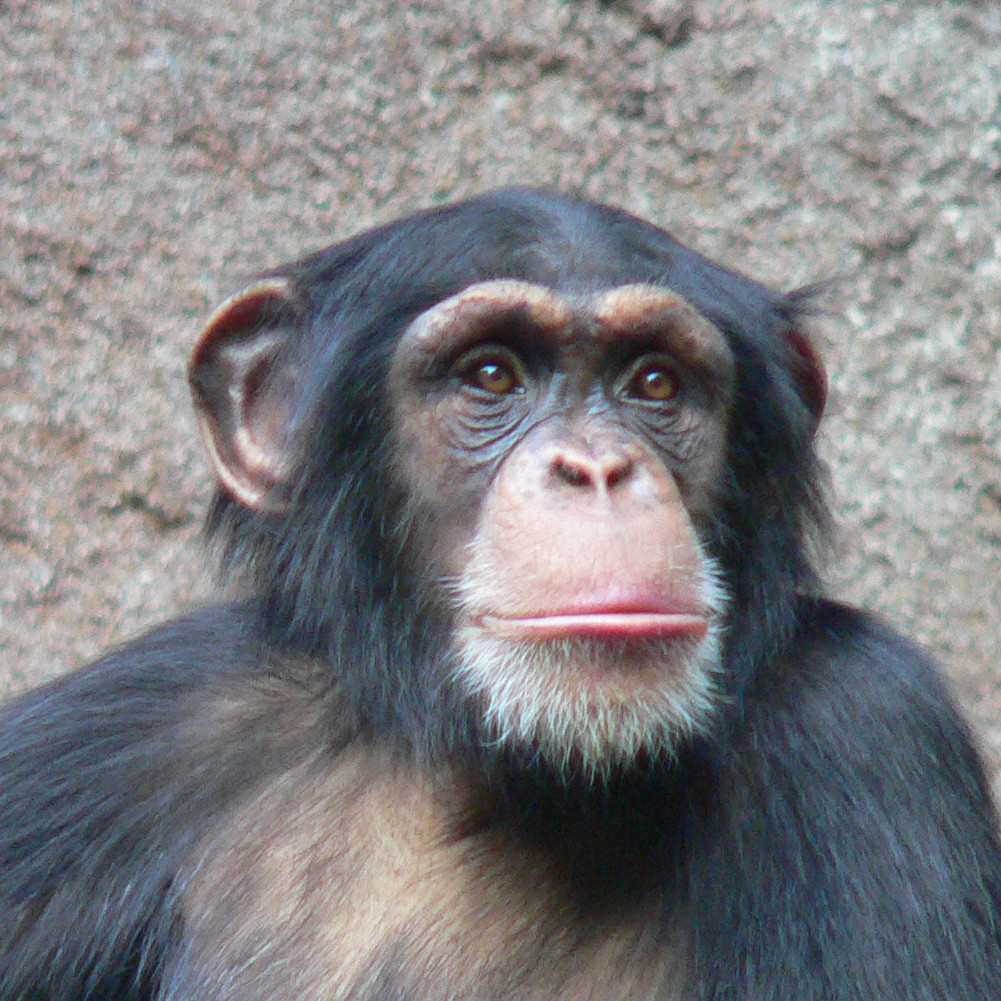
Kopf eines Gemeinen Schimpansen: Der Schädel ist massiver, das Gesicht meist heller als beim Bonobo. Einige Tiere haben einen weißen Kinnbart.

Schimpansen erreichen eine Kopfrumpflänge von 64 bis 94 Zentimeter, ein Schwanz fehlt, wie bei allen Menschenaffen. Aufrecht stehende Tiere erreichen eine Höhe von 1 bis 1,7 Metern. Hinsichtlich des Gewichts herrscht ein deutlicher Geschlechtsdimorphismus: während Weibchen rund 25 bis 50 Kilogramm schwer werden, erreichen Männchen ein Gewicht von 35 bis 70 Kilogramm. Die Bezeichnung „Zwergschimpanse“ für den Bonobo ist insofern irreführend, als beide Arten annähernd gleich groß werden. Allerdings hat der Bonobo einen grazileren Schädel und weniger muskulöse Gliedmaßen.
Die Arme der Schimpansen sind länger als die Beine, Hände und Füße enden in fünf Fingern beziehungsweise Zehen, wobei Daumen und große Zehen wie bei vielen Primaten opponierbar sind, geeignet zum Umgreifen von Ästen. Der größte Teil des Körpers ist von einem dunkelbraunen oder schwarzen Fell bedeckt.
Der Kopf ist durch die hervorragenden, runden Ohren, die Überaugenwülste und die hervorstehende Schnauze charakterisiert. Das Gesicht ist unbehaart und beim adulten Tier dunkelgrau oder schwarz gefärbt. Im Bau des Kopfes unterscheiden sich die beiden Arten darin, dass beim Gemeinen Schimpansen das Gesicht heller und die Stirn rundlicher als beim Bonobo ist.
Die Eckzähne sind beim Gemeinen Schimpansen stark geschlechtsdimorph (bei Männchen deutlich größer), beim Bonobo hingegen sehr gering. Insgesamt sind die Schneidezähne breiter und die Molaren mit runderen Höckern versehen als etwa beim Gorilla.
Die Körpertemperatur gesunder Schimpansen beträgt – wie beim Menschen – im Mittel 37 Grad Celsius.

## Verbreitung und Lebensraum

Verbreitungsgebiet der Schimpansen: Rot stellt die Heimat des Bonobos dar, die übrigen Farben die verschiedenen Unterarten des Gemeinen Schimpansen

Schimpansen sind im mittleren Afrika beheimatet. Während sich das Verbreitungsgebiet des Gemeinen Schimpansen von Senegal über Nigeria und den Norden und Osten der Demokratischen Republik Kongo bis Uganda und Tansania erstreckt, ist der Bonobo in den mittleren und südlichen Teilen der Demokratischen Republik Kongo endemisch. Der Kongo stellt für den Gemeinen Schimpansen die südliche Verbreitungsgrenze dar, dieser kaum überquerbare Fluss bildet auch die Grenze zur Heimat der Bonobos.
Gemeine Schimpansen sind flexibler als andere Menschenaffen in Bezug auf ihren Lebensraum und bewohnen sowohl Regenwälder als auch trockene, baumarme Savannen. Im Gegensatz dazu sind Bonobos ausgeprägte Regenwaldbewohner.

## Lebensweise

### Fortbewegung und Aktivitätszeiten

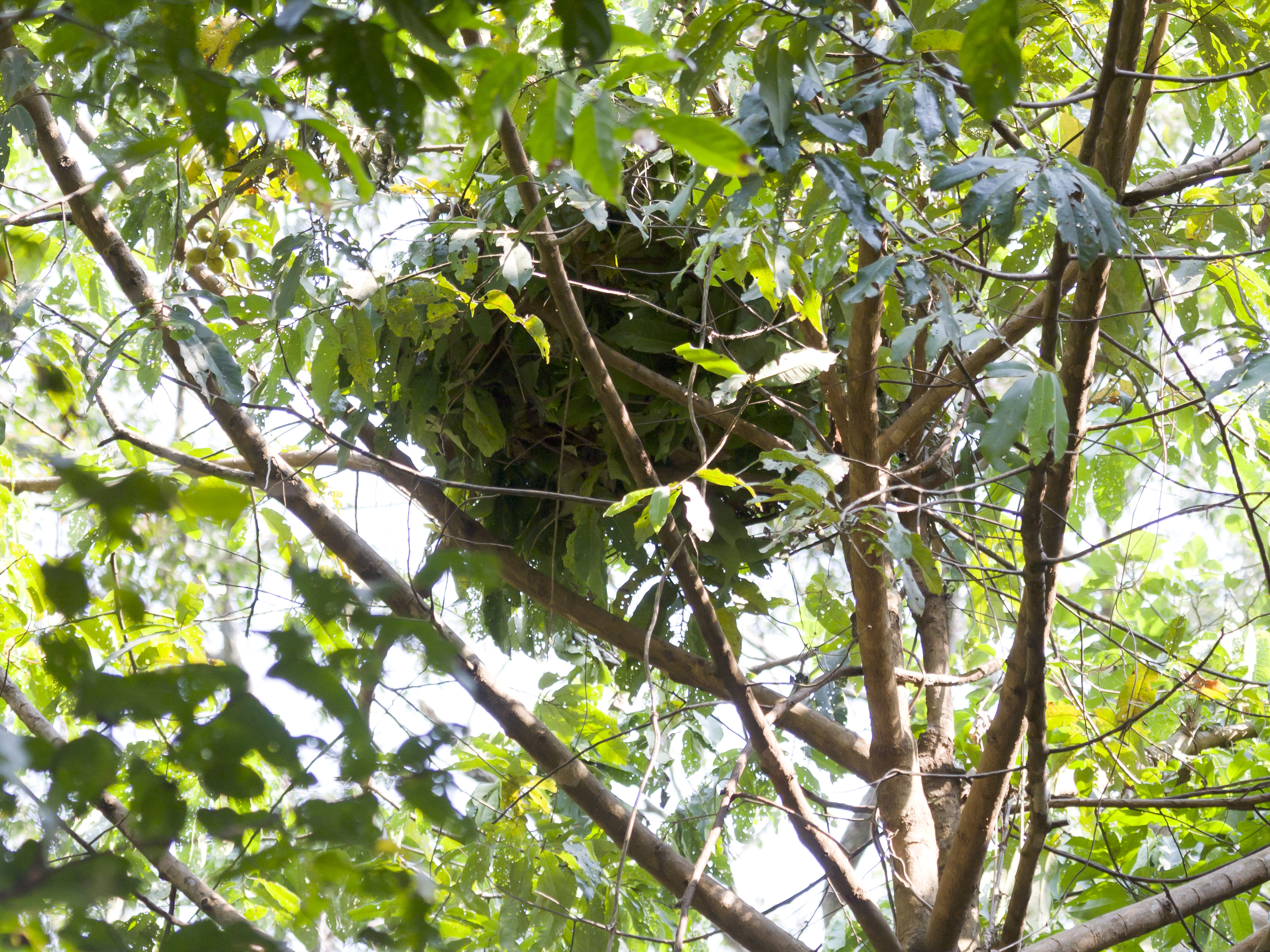
Blätternest

Schimpansen können sowohl am Boden als auch auf den Bäumen nach Nahrung suchen, meist geschieht dies jedoch auf Bäumen. Am Boden bewegen sie sich wie Gorillas im Knöchelgang fort, das heißt, dass sie sich mit den vorderen Extremitäten auf die zweiten und dritten Fingerglieder aufstützen. Im Geäst klettern sie entweder mit allen vier Gliedmaßen oder bewegen sich an den Armen hängend (suspensorisch) fort. Generell sind Bonobos in stärkerem Ausmaß Baumbewohner und bewegen sich häufiger suspensorisch fort als Gemeine Schimpansen.
In der Regel sind Schimpansen tagaktiv. Zur Nachtruhe legen sie ein Blätternest in den Bäumen an, wobei sie üblicherweise jede Nacht ein neues Nest errichten.
Schimpansen und andere Menschenaffen gelten als unfähig zu schwimmen und können in Zoos normalerweise auf Inseln umgeben von einem Wassergraben gehalten werden; zahlreiche Fälle von ertrunkenen Menschenaffen sind bekannt. In einem Vortrag im Jahr 2011 hat der Sportwissenschaftler Renato Bender die ersten Beweise für Schwimmverhalten bei kaptiven und halbwilden Schimpansen und einem Orang-Utan vor einem Fachpublikum vorgestellt.

### Sozialverhalten

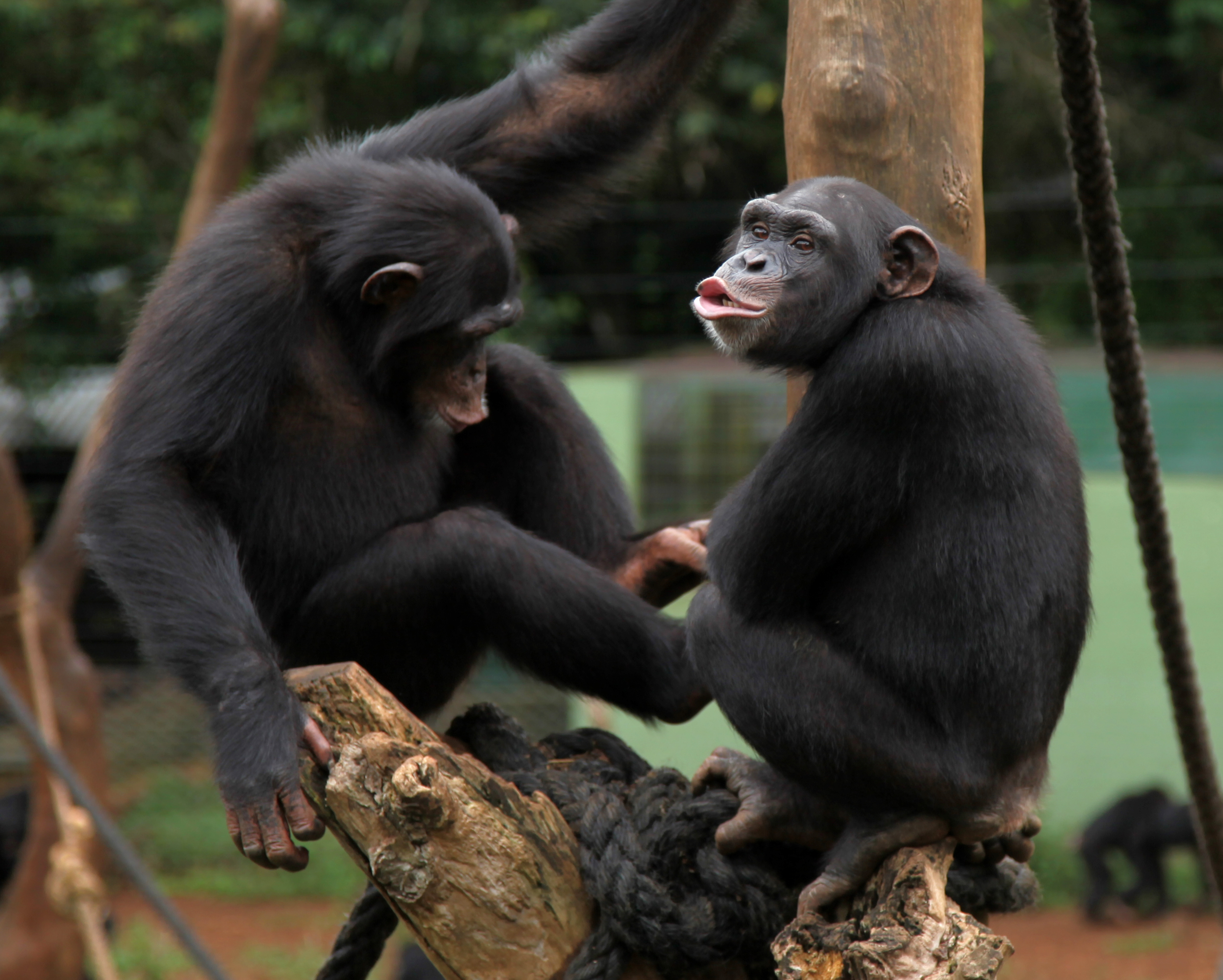
Schimpansen im Tacugama Sanctuary, nahe Freetown

Die Sozialstruktur der Schimpansen wird als „Fission-Fusion-Organisation“ beschrieben. Das heißt, sie leben in Großgruppen, die sich jedoch oft in Untergruppen aufspalten. Diese Untergruppen sind sehr flexibel und stellen oft nur vorübergehende Zusammenschlüsse dar. So findet man einzelgängerische Tiere neben Paaren sowie getrennt- und gemischtgeschlechtlichen Gruppen. Die Organisation der Großgruppen unterscheidet sich jedoch bei den beiden Arten: die der Bonobos sind stärker matriarchalisch strukturiert und werden oft von einem Weibchen geführt, bei den Gemeinen Schimpansen sind die Männchen dominant, indem sie auch untereinander streng ranghierarchische Trupps bilden. Die Untergruppen der Bonobos sind mit 6 bis 23 Tieren größer als die der Gemeinen Schimpansen (durchschnittlich 4 bis 8 Tiere), öfter gemischtgeschlechtlich und in der Regel friedvoller als die der Gemeinen Schimpansen. Gegenseitige Körper- und Fellpflege („Grooming“) stellt wie bei vielen Primaten – abgesehen vom hygienischen Zweck – eine wichtige soziale Komponente dar, die auch dazu dient, Allianzen zu schmieden und insofern die Gruppenhierarchie widerspiegelt.
In einer verhaltensbiologischen Studie wurde elf Individuen die Möglichkeit gegeben, mit Hilfe einer Apparatur sich Obst zu beschaffen, was jedoch nur gelingen konnte, wenn zwei oder drei Tiere die Apparatur gemeinsam bedienten oder wenn ihnen nach erfolgreicher Aktion die Belohnung von einem anderen Tier weggenommen wurde. Die Studie ergab, dass Kooperationswillige sich ihre Partner sorgfältig aussuchen, „Bestohlene“ sich lautstark beklagten, dominante Affen nach einem „Diebstahl“ intervenierten oder die ganze Gruppe gegen den „Dieb“ vorgeht.

### Territorialverhalten
Jane Goodalls Beobachtung des „Schimpansenkrieges“ von Gombe und eine danach im Kibale-Nationalpark durchgeführte Studie haben ergeben, dass sich die Männchen des Gemeinen Schimpansen zu „Kampfverbänden“ zusammenschließen können, die regelmäßig an den Grenzen des von ihnen besiedelten Gebietes patrouillieren. Gelegentlich beginnen sie, die Grenzen zu überschreiten und Angriffe auf die dort lebenden Schimpansen zu unternehmen. Dabei kann es vorkommen, dass deren Territorium zum eigenen hinzugewonnen wird. Im Verlauf solcher Auseinandersetzungen wurde die Tötung von erwachsenen Artgenossen beobachtet, zudem wurden Säuglinge benachbarter Gruppen getötet. Gelegentlich kommt es auch innerhalb der eigenen Gemeinschaft zur Kindstötung und wird dann nicht selten von den dominanten Weibchen gegen minderrangige Mütter durchgeführt.

### Schimpansenkultur und Werkzeuggebrauch
Nach dem aktuellen Stand der Primaten-Ethologie sind auch Schimpansen fähig, besondere Erfindungen zu machen und diese zu tradieren. Dies führt zu kulturellen Unterschieden: Ein und dasselbe Problem kann von jeder Gruppe auf ganz eigene Art und Weise gelöst werden. Einige der diesbezüglichen Errungenschaften – wie z. B. Kenntnisse über medizinisch wirksame Pflanzen – lassen sich am besten dadurch erklären, dass eine gegenwärtige Generation auf Kenntnisse zurückgreift, die von einem ihrer Vorfahren beliebig weit zurück in der Vergangenheit entdeckt wurde. In solch einem Fall ist die aktuelle Schimpansenkultur durch soziales Lernen geprägt (abgucken, ‚nachäffen‘) und nicht durch das individuelle Ausprobieren („Versuch und Irrtum“). Für die Wissenschaftler war dennoch überraschend, wie schnell einige Tiere angesichts neuartiger Probleme eine angemessene Lösung fanden, was erklären würde, warum sich selbst benachbarte Horden in kultureller Hinsicht manchmal extrem unterscheiden. Diese Differenzen finden sich sowohl beim Gebrauch von Werkzeugen als auch bei der gegenseitigen Fellpflege und beim Balzverhalten. So entstehen Traditionen bei den Tieren, indem ein Gruppenangehöriger eine neue Erfindung macht, die andere sich ebenfalls aneignen. Ein besonderer Fall von Tradierung ist die Tatsache, dass Schimpansen in Guinea gelernt haben, die Fallen von Wilderern unschädlich zu machen.
Gut dokumentiert ist der Werkzeuggebrauch beim Gemeinen Schimpansen. So benutzen sie Holzstücke oder Steine als Hammer und Amboss, Stöcke als Sonden oder Grabegeräte und zerkaute Blätter als Schwämme.
Forscher haben bei wildlebenden Schimpansen in Uganda über 14 Jahre beobachtet, dass weibliche Jungtiere häufiger „Stick-Carrying“ betreiben als ihre männlichen Artgenossen. Die Tiere trugen dabei Stöcke mit sich herum, nahmen sie mit in ihre Ruhenester und spielten mit ihnen wie mit einer Puppe oder einem Jungtier. Dies deutet auf ein geschlechtsspezifisches Spielverhalten bei Menschenaffen hin, denn Weibchen zeigten dieses Verhalten häufiger als ihre männlichen Artgenossen. Sie hörten damit auf, sobald sie selbst Jungtiere hatten, wohingegen sich andere Formen der Stocknutzung, wie Untersuchung von Löchern, die Nahrung enthalten, Waffennutzung als aggressives Verhalten und als Spielzeug, nicht verringerten. Das Stick-Carrying hat dabei keine offensichtliche Funktion, könnte allerdings dem „Mutterspielen“ dienen, was auch bei Menschenkindern häufiger zu beobachten ist. Männliche Schimpansen verwendeten dagegen die Stöcke vermehrt als Waffe.
An Bonobos in freier Wildbahn wurde bislang kein Werkzeuggebrauch beobachtet, wohl aber bei Tieren in menschlicher Gefangenschaft.

### Ernährung

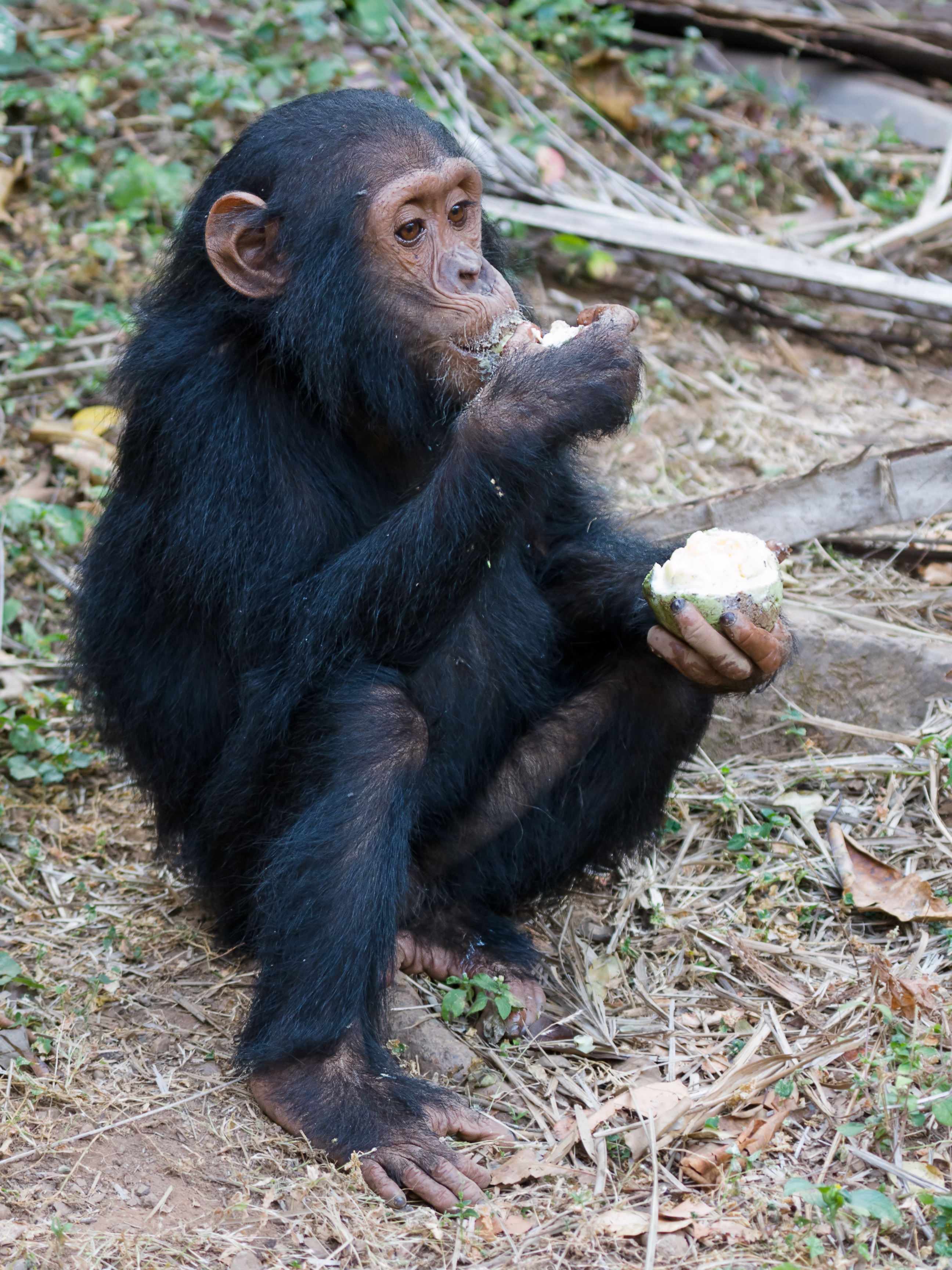
Junger Schimpanse frisst eine Frucht

Schimpansen sind Allesfresser, die sich aber zum überwiegenden Teil von Pflanzen ernähren. Früchte und Nüsse stellen den Hauptbestandteil der Nahrung dar, daneben verzehren sie auch Blätter, Blüten, Samen und anderes Pflanzenmaterial. Schimpansen fressen aber auch regelmäßig Insekten und verschiedene kleine Säugetiere (wie etwa Fledermäuse, kleine Primaten und Ducker). Vom Gemeinen Schimpansen sind regelrechte Jagden auf kleine Säugetiere bekannt, die meist von den Männchen durchgeführt werden und vermutlich weniger der Deckung des Nahrungsbedarfs als der Stärkung der Position in der Gruppenhierarchie dienen.

### Fortpflanzung und Lebenserwartung
Die Fortpflanzung kann das ganze Jahr über erfolgen. Die Zyklusdauer beträgt 35 bis 45 Tage, die Fruchtbarkeit des Weibchens wird im Gegensatz zu anderen Menschenaffen durch eine deutliche Sexualschwellung (Regelschwellung) der Gesäßregion angezeigt. Nach einer rund 220- bis 250-tägigen Tragzeit bringt das Weibchen in der Regel ein einzelnes Jungtier zur Welt. Zwillinge sind selten, wenngleich vermutlich etwas häufiger als beim Menschen. Das Geburtsgewicht des Jungtiers beträgt rund ein bis zwei Kilogramm.
In den ersten Lebensmonaten klammert sich das Jungtier – der „Tragling“ – am Bauch der Mutter fest, später reitet es auf ihrem Rücken. Das Abstillen findet in der Regel im Alter von ca. vier bis fünf Jahren statt, die Jungen bleiben aber danach noch längere Zeit bei der Mutter. Die Geschlechtsreife tritt mit 7 bis 9 Jahren ein, die erste Fortpflanzung erfolgt aufgrund des Gruppenverhaltens jedoch deutlich später, beim Gemeinen Schimpansen etwa mit rund 13 bis 16 Jahren.
Schimpansen sind wie alle Menschenaffen langlebig. Tiere in menschlicher Obhut erreichen in der Regel ein Alter von etwa 50 Jahren, einzelne Tiere wie der Schimpanse Gregoire können aber auch deutlich älter werden. Im Freiland werden sie 30 bis 40 Jahre alt.

## Schimpansen und Menschen

### Forschungsgeschichte
Wie lange Schimpansen der westlichen Welt bekannt sind, ist nicht genau feststellbar. Der karthagische Seefahrer Hanno († 440 v. Chr.) brachte von seiner Afrikareise die Felle von drei „wilden Frauen“ mit, vermutlich Schimpansen oder Gorillas.

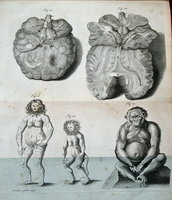
Die erste Darstellung eines Schimpansen stammt aus dem Jahr 1699.

Im 17. Jahrhundert kamen die ersten lebenden Schimpansen nach Europa; das erste Tier stammte aus Angola und wurde 1640 dem seinerzeitigen Prinzen von Oranien geschenkt. Ob es sich im Jahr 1661 bei dem Affen um einen Schimpansen handelte, den Samuel Pepys erwähnt, ist unklar. Immerhin stellte sich der Autor die Frage, ob es auch Lernen und Kommunikation ohne Sprache geben könne, denn er bemerkte, dass man sich mit dem Tier mittels Zeichen verständigen konnte. Als 1698 erstmals ein Schimpanse, auch dieses junge Tier aus Angola, nach London verbracht wurde, starb sie nach kurzer Zeit. Daraufhin nutzte der Anatom und Arzt Edward Tyson die Gelegenheit, den Leichnam zu untersuchen. Bereits 1699 erschien seine mehrfach neuaufgelegte Studie, die ihn zum „Vater der vergleichenden Anatomie machte“, wobei es noch üblich war, Schimpansen als „pygmies“ zu bezeichnen. Zugleich etablierte sie die Vorstellung, nur zweibeinige Wesen wären zu höherer Entwicklung fähig.
Spätestens seit Darwins und Huxleys Werken zur Evolutionstheorie rückten Schimpansen als nahe Verwandte des Menschen ins Licht der Öffentlichkeit.

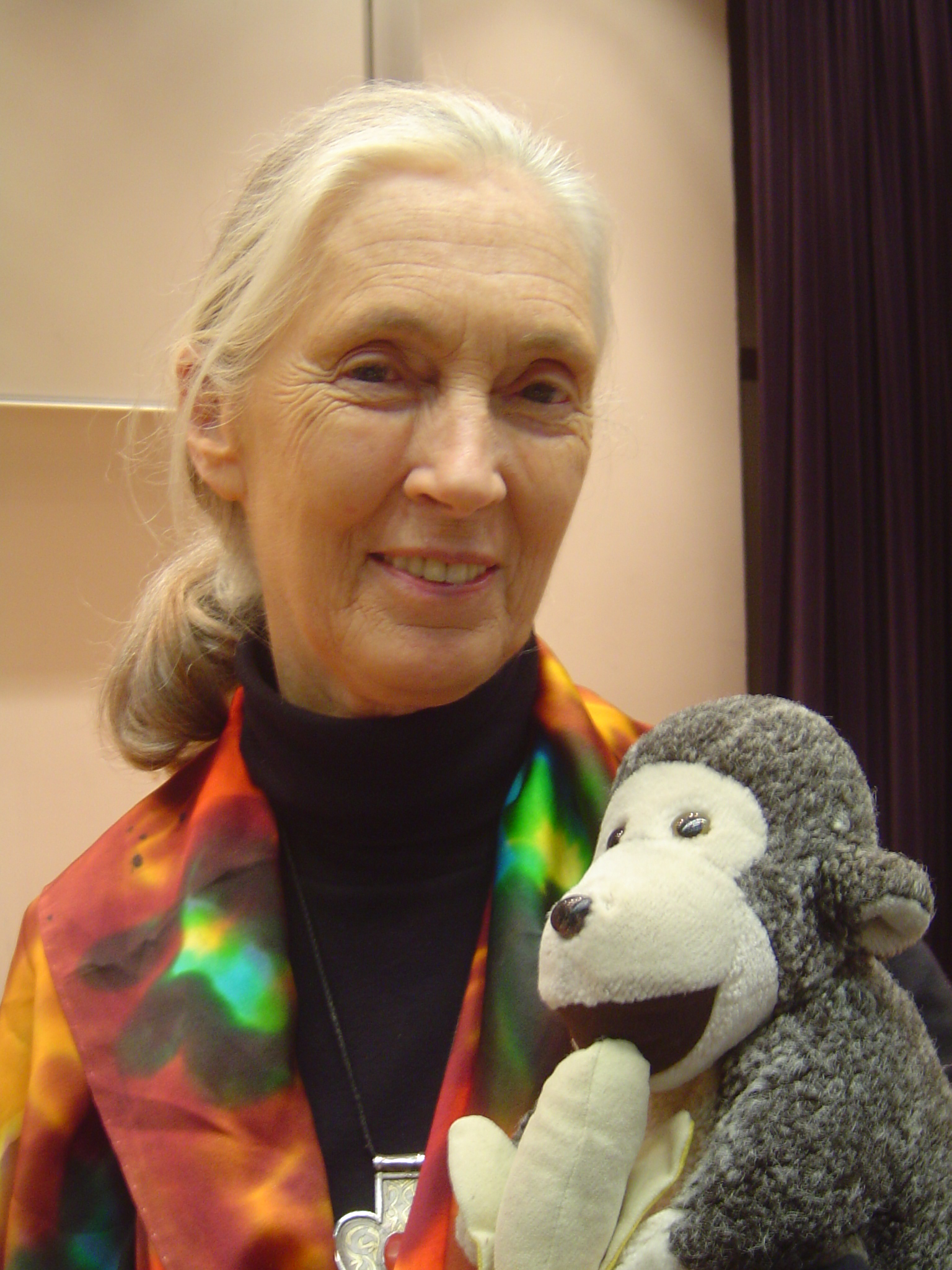
Die Arbeiten der Verhaltensforscherin Jane Goodall zu freilebenden Gemeinen Schimpansen waren bahnbrechend.

1960 beauftragte der Paläoanthropologe Louis Leakey Jane Goodall mit der Erforschung des Verhaltens der Schimpansen, um hierdurch Rückschlüsse auf die Evolution des Verhaltens im Verlauf der Stammesgeschichte des Menschen ziehen zu können. Werkzeuggebrauch, Lernverhalten, soziale Dynamik und Kommunikationsfähigkeit dieser Menschenaffen stehen deswegen bis heute in den Brennpunkten der Forschung, bekannte Wissenschaftler sind Frans de Waal, David Premack und Roger Fouts. Zu den aufsehenerregendsten Beobachtungen zählt der sogenannte Schimpansenkrieg von Gombe.

### Evolutionäre Genetik
Angaben über die genetische Ähnlichkeit zwischen dem Menschen und den verschiedenen Arten der Menschenaffen beruhten zunächst auf Untersuchungsbefunden zu Übereinstimmungen von Aminosäuresequenzen bestimmter wichtiger Proteine; diesen Untersuchungen nach wurden die Bonobos als die dem Menschen nächstverwandte Art eingestuft. Aus der vorläufigen DNA-Sequenzierung des Gemeinen Schimpansen wurde 2005 abgeleitet, dass Mensch und Schimpanse sich bezogen auf Einzelnukleotid-Polymorphismen in ungefähr 1,23 Prozent der Basenpaare unterscheiden. Jedoch ist eine solche Aussage nicht unbeträchtlichen methodischen Problemen unterworfen, und es gibt auch Schätzungen von 5 % oder mehr.
Die phänotypisch großen Differenzen zwischen Mensch und Schimpanse werden heute nicht so sehr auf die geringen Unterschiede in den genetischen Codes beider Arten zurückgeführt, als vielmehr auf die anders gelagerte Genexpression. Eine vergleichsweise große Abweichung wurde dennoch bezüglich des Y-Chromosoms entdeckt: Mehr als 30 Prozent dieses u. a. die Männlichkeit bedingenden Abschnittes im Erbgut der Schimpansen haben keinen vergleichbaren Gegenpart beim Menschen. Relevante Differenzen gibt es ferner bei den Proteinen: Rund 80 Prozent aller Proteine weisen Unterschiede auf, die meisten allerdings nur bei ein oder – wie beispielsweise beim Forkhead-Box-Protein P2 – zwei Aminosäuren. Im April 2007 wurde das Ergebnis der detaillierten DNA-Sequenzierung des Rhesusaffen-Genoms bekannt gegeben. Ein Vergleich von 13.888 Genen der Schimpansen, des Menschen und der Rhesusaffen ergab, dass 233 Schimpansen-Gene, aber nur 154 Gene des Menschen sich so stark von den Rhesusaffen-Genen unterscheiden, dass sie veränderte Proteine kodieren. In der Schlussfolgerung aus diesem Befund wurde postuliert, dass sich die Schimpansen im Verlauf der stammesgeschichtlichen Entwicklung ihrer Art weiter von dem allen drei Arten gemeinsam zugrunde liegenden Vorfahren entfernt haben als der Mensch. Tatsächlich wurde im Jahr 2012 – nach der Sequenzierung des Gorilla-Genoms – ein Unterschied („mean nucleotid divergences“) von 1,37 % für Mensch / Schimpanse und von 1,81 % für Gorilla / Schimpanse, aber nur von 1,75 % für Gorilla / Mensch ausgewiesen.
Molekularbiologische Vergleiche der DNA von Mensch und Schimpanse wurden in Kombination mit Hypothesen zur Häufigkeit von Mutationen („Molekulare Uhr“) auch herangezogen, um die Zeitspanne einzugrenzen, während der sich die evolutionären Wege beider Arten getrennt haben. Die publizierten Berechnungen der diversen Forschergruppen weichen jedoch erheblich voneinander ab. Auf der Basis von Fossilienfunden datierte C. Owen Lovejoy diese Trennung 2009 in die Zeitspanne vor etwa 6 bis 5 Millionen Jahren. Terry Harrison datierte Anfang 2010 die Trennung der Schimpansen von den Hominini hingegen in die Zeit vor 7,5 Millionen Jahren. Bernard Wood nannte 2010 die Zeitspanne zwischen 6 und 4 Millionen Jahren als die „wahrscheinlichste“, und nach einer Revision der Annahmen über die Häufigkeit von Mutationen wurde 2012 dann wieder eine Trennung vor 8 bis 7 Millionen Jahren errechnet.

### Bedrohung
Beide Schimpansenarten sind durch die fortschreitende Zerstörung ihres Lebensraumes bedroht. Insbesondere das Verbreitungsgebiet des Gemeinen Schimpansen wird immer weiter eingeschränkt und ist stark zerstückelt. In Uganda werden Schimpansen zunehmend auch verzehrt. Der Bonobo ist auf ein relativ kleines Gebiet beschränkt und auch deswegen gefährdet. Beide Arten werden von der IUCN als stark gefährdet (endangered) gelistet. Zuverlässige Schätzungen über die Populationsgröße beider Arten gibt es jedoch nicht.
Hinzu kommt, dass – durch Forscher, Wilderer und Ökotouristen – Krankheitserreger des Menschen auf Schimpansen übertragen werden können und dies bereits den Tod von Schimpansen zur Folge hatte.
Im Zuge der Entwicklung immunsuppressiver Medikamente unternahmen Transplantationsmediziner Anfang der 1960er Jahre Versuche zur Übertragung von Schimpansennieren auf Menschen. In Erwartung einer massenhaften Bejagung freilebender Schimpansen als Organlieferanten ergriffen Artenschützer vermehrt Maßnahmen zum Erhalt der Tiere. In diesem Zusammenhang wilderte Bernhard Grzimek 1966 erstmals in Gefangenschaft gehaltene Schimpansen wieder in der Natur aus, namentlich auf der im Victoriasee gelegenen Insel Rubondo. Zur Auswilderung von Schimpansen kam es nachfolgend auch im Senegal und in Gambia.

### Patent auf Genmaterial von Schimpansen
Das Europäische Patentamt erteilte ab 2012 die Patente EP1456346 und EP1572862 der Firma Intrexon sowie das Patent EP1409646 der Firma Altor BioScience auf das Erbgut von Schimpansen. Intrexon verfügt über eine Reihe weiterer Patente bezüglich des Erbgutes von Säugetieren verschiedener Ordnungen. Die Firma Altor BioScience hat mittels Einfügung entsprechenden Codes das Immunsystem der Schimpansen „humanisiert“, um Medikamente mit Antikörpern an ihnen besser testen zu können. Die Firma kooperiert dabei mit der Firma Genentech, die zu Hoffmann-La Roche gehört.

### Rechtsfähigkeit für Schimpansen?
Unter Verweis auf die Civil Practice Law and Rules des US-Bundesstaates New York, speziell Artikel 70 (Habeas Corpus) beantragte im Jahr 2014 eine Tierschutzorganisation vor Gericht, den Schimpansen Tommy als (rechtsfähige) Person anzuerkennen und ihn infolgedessen aus der „Gefangenschaft“ einer Privathaltung zu befreien. Eine Berufungskammer des New Yorker Supreme Court (des Obersten Gerichtes) wies diesen Antrag zurück mit der Begründung, dass nach aller bisherigen Rechtsauffassung kein Tier, sondern nur ein Mensch (a „human being“) als „Person“ bezeichnet werden könne.
Demgegenüber existiert seit den 1990er Jahren das „Great Ape Project“ als internationale Initiative, um bestimmte Menschenrechte auch für andere Primaten zu fordern. Das Projekt geht zurück auf das 1993 erschienene Buch Menschenrechte für die Großen Menschenaffen – Das Great Ape Projekt (Originaltitel: The Great Ape Project: Equality Beyond Humanity), das von den Philosophen Paola Cavalieri und Peter Singer herausgegeben wurde.

## Systematik

Position der Schimpansen (Pan) im Stammbaum der Menschenaffen (Hominidae)

### Äußere Systematik
Die Schimpansen bilden gemeinsam mit den Orang-Utans (Pongo), den Gorillas (Gorilla) und dem Menschen (Homo) die Familie der Menschenaffen (Hominidae). Dabei sind Menschen und Schimpansen die jeweils nächsten lebenden Verwandten. Im Jahr 2005 wurde – anhand von drei in Kenia entdeckten Zähnen – erstmals ein fossiler Schimpanse wissenschaftlich beschrieben, dessen Alter auf etwas über 500.000 Jahre bestimmt wurde.
Der um das Jahr 2000 von einigen Forschern formulierte Vorschlag, die Gorillas und die Schimpansen aufgrund der nur geringfügigen genetischen Unterschiede zwischen diesen und den Menschen der Gattung Homo zuzuordnen, fand in den folgenden Jahren keinen Eingang in die international angesehenen systematischen Werke.

### Innere Systematik
Die Gattung der Schimpansen teilt sich in zwei Arten, den Gemeinen Schimpansen (Pan troglodytes) und den Bonobo oder Zwergschimpansen (Pan paniscus). Schätzungen zufolge trennten sich die beiden Arten vor 0,8 bis 1,8 Millionen Jahren. Beide unterscheiden sich nicht zuletzt in Hinblick auf die Formen des Zusammenlebens, insofern letztere ausgesprochen friedliche, Weibchen-dominierte Gemeinschaften bilden, erstere hingegen solche, in denen sich die Männchen zu streng ranghierarchischen Trupps organisieren, die unter bestimmten Umständen kriegsähnliche Territorialkämpfe ausführen.
Innerhalb des Gemeinen Schimpansen lassen sich vier Unterarten unterscheiden: P. t. troglodytes (von Kamerun bis in den Westen der Demokratischen Republik Kongo), P. t. schweinfurthii (in Zentralafrika, dem Norden der Demokratischen Republik Kongo und angrenzenden Ländern), P. t. ellioti (im östlichen Nigeria und dem westlichen Kamerun) und P. t. verus (im westlichen Afrika von Senegal bis Ghana, eventuell bis Nigeria). Diese westliche Unterart weicht im Schädelbau und auch in DNS-Sequenzen so stark von den anderen Unterarten ab, dass sie möglicherweise eine eigene Art darstellt.
Der manchmal als eigene Art oder Unterart postulierte „Riesenschimpanse“ oder „Bili-Schimpanse“ hat sich nach DNS-Untersuchungen als Vertreter der östlichen Unterart des Gemeinen Schimpansen (P. t. schweinfurthii) herausgestellt.